# Quadrans
Qvadrans je najčešće kovani brončani, kasnije bakreni rimski novac male veličine. Kovan je od Nerona (54.—68.), koji je jedini osim kvadransa dao kovati još i manje odlomke asa, sve do Hadrijana (117.—138.). Težina kvadransa iznosila je 1.70 g.